# Wąsosz (Konopiska)
Pour les articles homonymes, voir Wąsosz.
Wąsosz est une localité polonaise de la gmina de Konopiska, située dans le powiat de Częstochowa en voïvodie de Silésie.